# 79번가역 (IRT 브로드웨이-7번로선)
79번가(영어: 79th Street)역은 뉴욕 지하철 IRT 브로드웨이-7번로선의 지하철역이다. 맨해튼의 어퍼웨스트사이드의 79번가와 브로드웨이의 교차로에 위치하고 있으며, 전시간 1열차, 심야에 2열차가 운행한다.

## 역사
1904년 10월 27일 79번가 역을 포함해 시청에서 웨스트사이드 지선 145번가까지 뉴욕 지하철의 초기 28개역이 개통되면서 첫 지하철의 운행이 시작되었다.:162–191

## 역 구조
| G        | 거리층        | 출구                                                                 |
| P 승강장 | 상대식 승강장 | 상대식 승강장                                                        |
| P 승강장 | 북행 완행     | ← 242번가 방면 (86번가) ← 심야 241번가 방면 (86번가)                 |
| P 승강장 | 북행 급행     | ← 무정차 통과                                                        |
| P 승강장 | 남행 급행     | → 무정차 통과 →                                                      |
| P 승강장 | 남행 완행     | → 사우스 페리 방면 (72번가) → → 심야 플래부시 애비뉴 방면 (72번가) → |
| P 승강장 | 상대식 승강장 |                                                                      |

다른 완행역들과 마찬가지로 79번가는 4개의 선로와 측면에 2개의 상대식 승강장이 있다. 두 개의 급행 선로는 주간에는 2 열차가, 전시간에는 3 열차가 지난다. 여기서 중앙 급행 선로는 완행 선로보다 약간 낮고, 특히 북쪽 끝 선로가 더욱 낮다.

### 출구
모든 운임 관리 구역은 승강장층에 있다. 남행 승강장은 개찰구 뱅크, 토큰 부스, 웨스트 79번가와 브로드웨이의 북서쪽 모퉁이로 올라가는 계단, 앞서 언급한 교차로 남서쪽 모퉁이로 올라가는 계단으로 이어지는 통로가 있으며, 이 통로는 철제 울타리에 의해 승강장과 분리되어있다. 이 통로에는 승강장에 전체 높이 출구 전용 개찰구가 있으며, 역이 개통된 후에 콘크리트 블록이 드러난 형태로 추가되었다.
북쪽 방향 승강장의 운임 관리 구역은 직원이 없으며, 개찰구 뱅크, 현재 폐쇄된 고객 지원 부스, 웨스트 79번가와 브로드웨이의 남동쪽 모퉁이로 올라가는 계단, 앞서 언급한 교차로의 북동쪽 모퉁이로 올라가는 계단으로 이어지는 통로가 있으며, 이 통로는 철제 울타리에 의해 승강장과 분리되어있다. 이 통로에는 승강장에 전체 높이 출구 전용 개찰구가 있으며, 역이 개통된 후에도 추가되었다.

### 역 디자인 및 작품
두 승강장 모두 크림색 타일과 검은색 산세리프 글꼴로 "79TH ST"라고 쓰여진 분홍색 트림 라인 역명판이 있다. 이 모자이크식 역명판은 1970년대 원래의 모자이크와 카터치 대부분을 덮는 개조 작업 중에 설치되었다. 이들 중 일부와 장식된 천장 빔은 운임 관리 구역에서 여전히 볼 수 있다.

## 사진첩

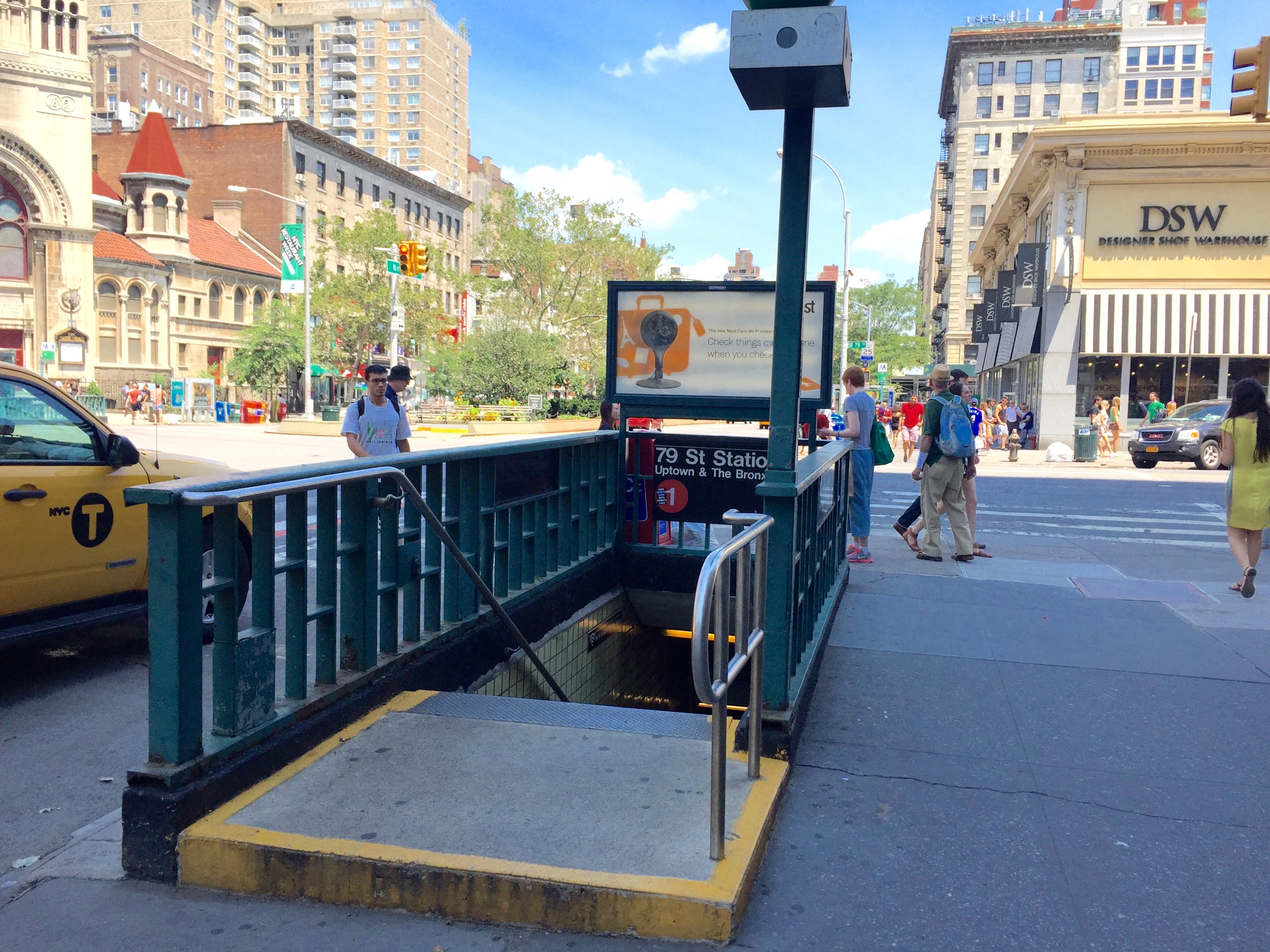
남동쪽 모퉁이 계단
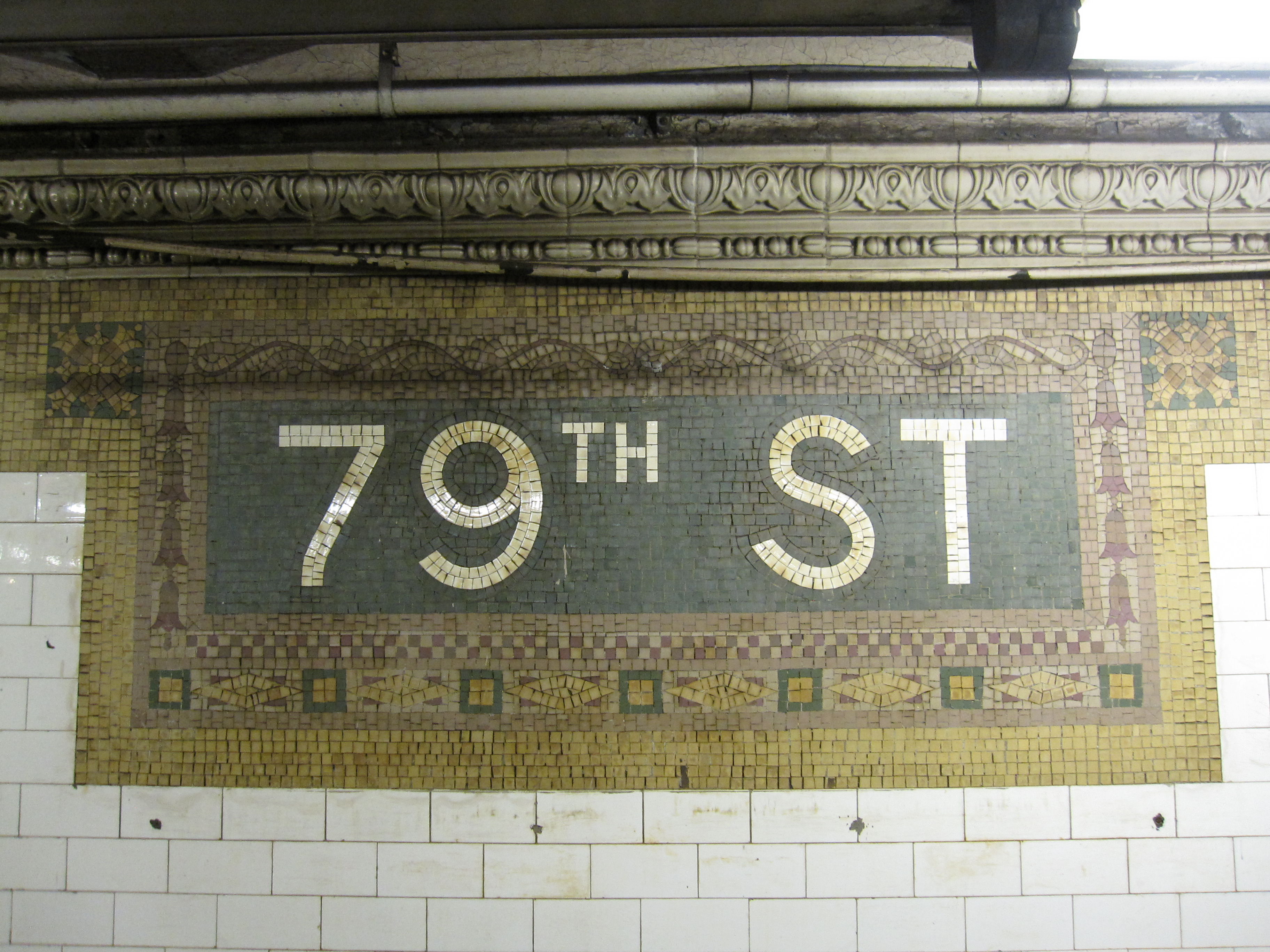
모자이크식 역명판
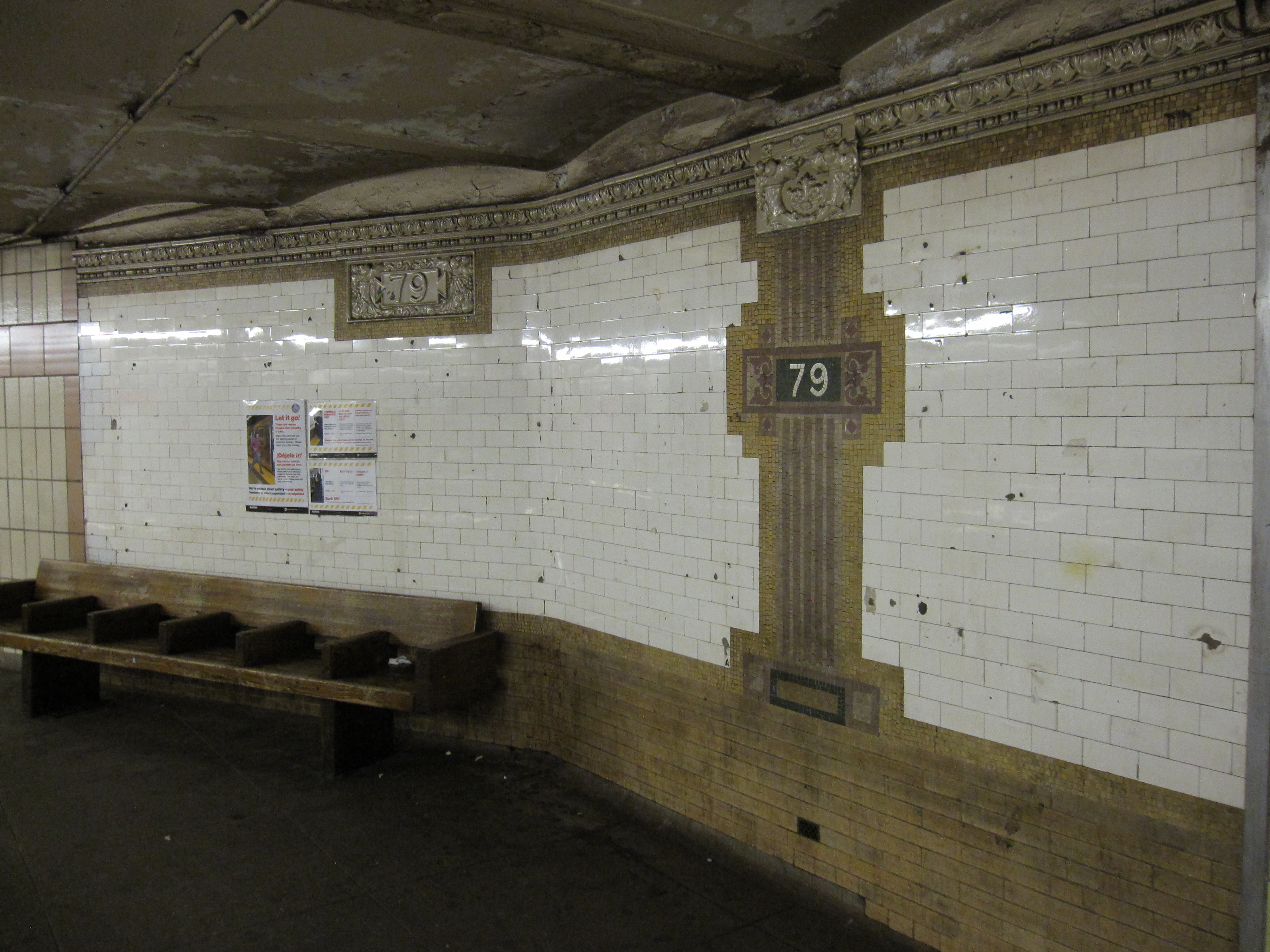
초기의 벽장식 및 모자이크 역명판
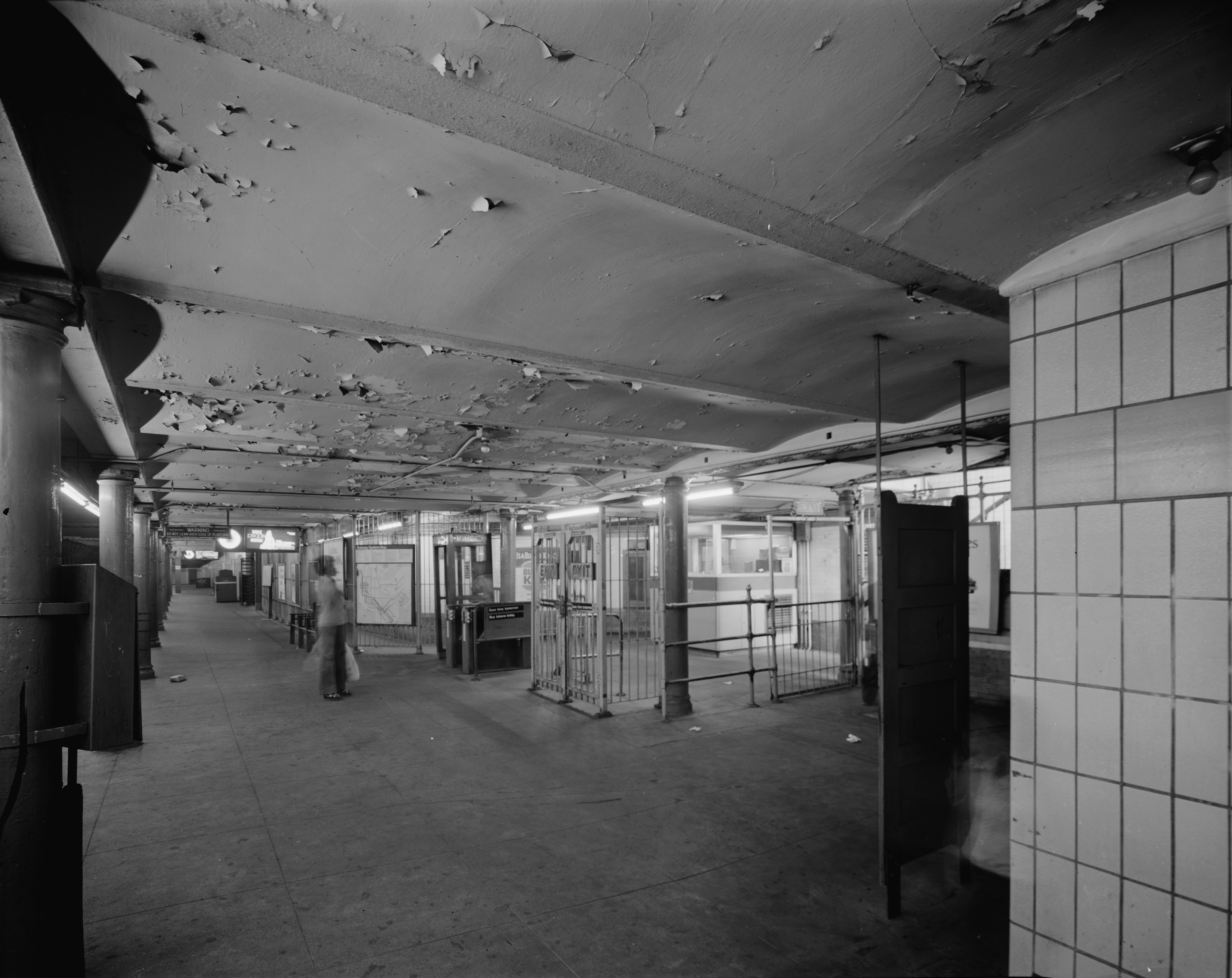
1978년 상행 승강장 및 운임구역